# 比安泽
比安泽（意大利语：Bianzè），是意大利北部皮埃蒙特大区韦尔切利省的一个市镇。人口2060(2010年12月31日)。